# Hacheong-myeon
Hacheong-myeon (koreanska: 하청면) är en socken i stadskommunen Geoje i provinsen Södra Gyeongsang i den södra delen av Sydkorea,300 km sydost om huvudstaden Seoul. Hacheong-myeon ligger på den norra delen av ön Geojedo. Till socknen hör också två bebodda öar, Chilcheondo och Hwangdeokdo, samt ett antal mindre obebodda öar.